# Diane Samuels
Pour les articles homonymes, voir Samuels.
Diane Samuels, née en 1960 à Liverpool, est une auteure et dramaturge britannique.

## Biographie
Diane Samuels naît dans une famille juive à Liverpool en 1960. Elle fait ses études au King David High School de Liverpool, étudie l'histoire au Sidney Sussex College de Cambridge, puis obtient un PGCE en art dramatique au Goldsmiths, University of London.
Elle travaille comme professeur de théâtre dans les écoles secondaires du centre de Londres pendant cinq ans et comme responsable de l'éducation au Unicorn Theatre pour enfants,.
Samuels vit à Londres et est écrivain à temps plein depuis 1992. Elle a été Pearson Creative Research Fellow à la British Library et est conférencière invitée à la Regent's University de Londres et critique de livres pour le journal The Guardian.

## Œuvre
- Frankie's Monster (1991), une adaptation du livre pour enfants de Vivien Alcock The Monster Garden[7].
- Kindertransport (1993)[1], examine la vie, pendant et après la Seconde Guerre mondiale, d'un enfant du Kindertransport. Bien que fictif, il est basé sur de nombreuses histoires réelles de Kindertransport[8].
- The True Life Fiction of Mata Hari (2001), jouée pour la première fois au Palace Theatre, Watford, en 2002, avec Greta Scacchi dans le rôle principal[9].
- 3 Sisters on Hope Street (2008), co-écrit avec Tracy-Ann Oberman, réinterprétation des Trois Sœurs de Tchekhov, transférant les événements à Liverpool après la Seconde Guerre mondiale et redéfinissant les sœurs Pozorov en trois femmes anglaises juives. 3 Sisters on Hope Street a été mis en scène pour la première fois au Everyman Theatre de Liverpool en 2008[10].
- The AZ of Mrs P (2011), une comédie musicale co-écrite avec la compositrice Gwyneth Herbert, raconte l'histoire de la création, par Phyllis Pearsall, de l'atlas des rues de Londres de A à Z[11]. La première s'est déroulée à Londres au Southwark Playhouse le 21 février 2014, mettant en vedette l'actrice de Peep Show Isy Suttie[12],[13],[14] et Frances Ruffelle[15].
- Poppy + George (2016), une autre collaboration avec Gwyneth Herbert, a été jouée au Palace Theatre, Watford en février 2016[16],[17]  .
- This is Me (2018), un monologue autobiographique, a été joué au Chickenshed à Southgate, Londres en 2018[18].
- The Rhythm Method (2018), une comédie musicale sur la contraception[19],[20],[21], jouée au Landor Space à Clapham (Londres) en mai 2018[22]. C'est une autre collaboration avec Gwyneth Herbert[19].